# Хабаров, Ерофей Павлович
Ерофей Па́влович Хаба́ров-Святи́цкий (ок. 1603, Устюжский уезд — лето 1670, деревня Хабарова Илимского уезда, ныне на окраине города Киренск, Киренское городское поселение в Киренском районе Иркутской области) — русский землепроходец из устюжан, совершивший в 1649-1653 годах два похода на реку Амур — в Даурию и Маньчжурию. В честь него назван город Хабаровск. До Хабарова заселением Приамурья занимались Еналей Бахтеяров и Василий Поярков.

## Биография
В некоторых документах упоминается под фамилией «Святитский» или «Святицкий», указывающей на его происхождение из деревни Святица Богоявленской волости Устюжского уезда (ныне Нюксенский район Вологодской области). Имеются сведения, что в Святицу крестьянская семья Хабаровых переселилась из деревни Дмитриево современного Котласского района Архангельской области, когда её смыло разливом Северной Двины. Фамилия происходит от прозвища «Хабар», которое в тюркских наречиях может означать «известие,удачу, везение, счастье, прибыток, барыш, поживу, взятку».
Отца звали Павел Иванович Хабаров, брата — Никифор. В РГАДА хранится купчая на землю от 22 марта 7134 (1626) года, по которой «Наталья Аникиева дочь Гусева продаёт, а Павел, по прозвищу Меньшик, Иванов сын Хабаров» покупает «чистую землю орамую, и под лесом, и з двором и з дворищем… по речке по Ленивице… от Исаихи… по огороду до Мороженово болота, по Петриловский ручей». Павел — отец Ерофея Хабарова, от которого двор перешёл к сыновьям — Ерофею и Никифору. В писцовой книге Сольвычегодского уезда за 1645 год указывается «деревня Выставок Ленивцов, и в ней крестьяне: двор Микифорко Павлов Хабаров з братом с Ерофейком, да с ним половники…». Ко времени составления этого документа Ерофей был уже десять лет как в Сибири, а его хозяйство вели половники (арендаторы). Географически данный участок располагался в районе села Курцево Котласского района Архангельской области, на границе с Вологодской областью.
В связи с накопившимися на родине долгами Хабаров оставил свою семью и отправился в Сибирь вместе с братом Никифором, осев на реке Лене, где первоначально занялся торговлей и звериным промыслом.

### Первые сибирские походы
В 1625 году совершил свой первый сибирский поход на коче из Тобольска на Таймырский полуостров, в Мангазею. В 1628 году во главе экспедиции по волокам и рекам перешёл на реку Хету. В 1630 году участвовал в плавании из Мангазеи в Тобольск.
С 1632 года жил в районе верхнего течения реки Лены, где занимался скупкой пушнины. В 1639 году открыл соляные источники в устье реки Куты, где построил соляную варницу, от которой со временем произошёл город Усть-Кут Иркутской области.
В 1641 году возле устья реки Киренги Хабаровым была построена мельница. Спустя непродолжительное время он начал испытывать давление воеводы Петра Головина, который требовал увеличения объёма урожая, отдаваемого ему по уговору Хабаровым. Позже Головин забрал всё имущество Хабарова и (наряду со многими другими казаками) посадил его в Якутский острог, из которого тот вышел только в 1645 году.

### Даурские походы

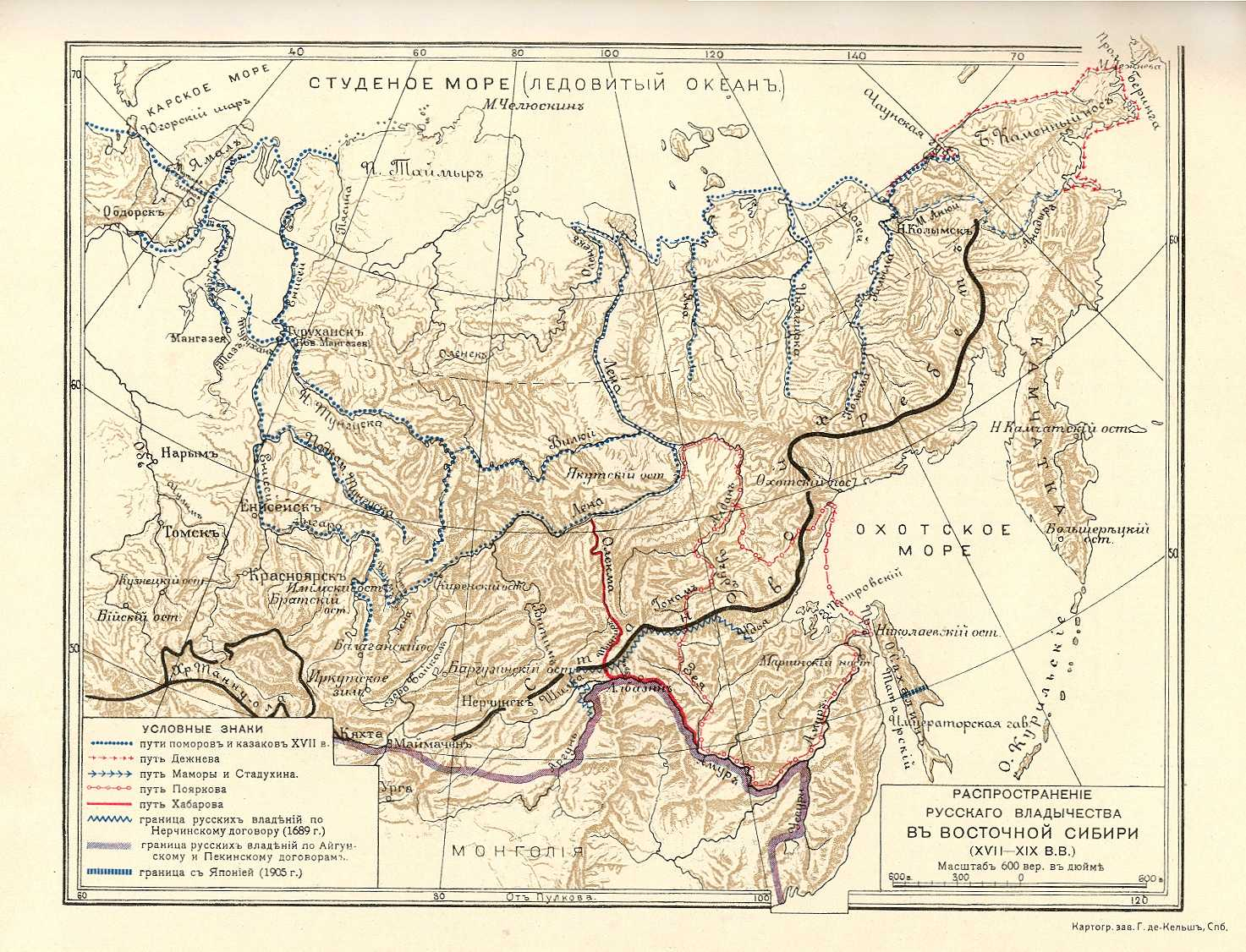
Карта исследований Восточной Сибири с указанием маршрута Хабарова

В 1648 году на смену Петру Головину пришёл воевода Дмитрий Францбеков. Хабаров обратился к нему с прошением о направлении в Даурскую землю. Францбеков ответил согласием, распорядившись отправить отряд казаков под командованием Хабарова, выдав военное снаряжение и оружие в долг, а также выдал участникам похода деньги под проценты.
В 1649 году Хабаров с отрядом в 70 человек отправился из Якутского острога вверх по Лене и Олёкме и далее по Амуру, от впадения в него реки Урки до даурского городка Албазино. Весной 1650 года Хабаров вернулся в Якутск с отчётом и за подмогой.
Осенью 1650 года, взяв Албазино, Хабаров продолжил сплав по Амуру. Его отряд одержал многочисленные победы над местными даурскими и дючерскими князьями, захватив много пленных и скота. Результатом этого похода является принятие коренным приамурским населением русского подданства.
За время второго даурского похода Хабаров составил «Чертёж реке Амуру», который стал первой схематической картой Приамурья, а также собрал немало информации о народах, проживающих  возле Амура. Так, в августе 1651 года казаки Хабарова подошли к устью реки Зеи, затем к устью Буреи, покоряя новые племена. Во время зимовки в Ачанском острожке, 24 марта на русский отряд напал большой маньчжурский отряд численностью до 2000 конных с 6 пушками. Русские разбили маньчжуров в сражении у Ачанского острога, который располагался на левом берегу протоки Серебряная вблизи озера Болонь (ныне здесь нанайское село Ачан Амурского района Хабаровского края).
После столкновения с маньчжурами Хабаров осознал, что немногочисленность его отряда не позволит закрепиться под боком у враждебно настроенной империи, и, оставив Ачанский острог, поплыл вверх по Амуру. Выше устья Сунгари в июне 1652 года Хабаров встретил на Амуре русскую вспомогательную партию, но, узнав, что маньчжуры собрали против него шеститысячную армию, отступил на запад.
В апреле 1652 года при входе в Хинганское ущелье Хабаров встретил отряд казаков под предводительством якутского служилого Третьяка Чечигина, которые возвращались из Якутска с порохом, свинцом и вспомогательным отрядом. Оказалось, что Чечигин выслал вперёд основного своего отряда небольшую разведку во главе с Иваном Нагибой, который должен был обнаружить отряд Хабарова, но Нагиба с Хабаровым не встретился.
Казаки хотели плыть вниз для поисков пропавших товарищей, но Хабаров воспротивился их желанию и продолжал свой путь вверх по Амуру. Это обстоятельство возбудило неудовольствие среди казаков и 1 августа 1652 года в полку Хабарова произошёл раскол: 136 человек под предводительством Степана Полякова поплыли назад. Они явились в землю гиляков, в которой начали действовать очень удачно. Хабаров не смирился с бунтовщиками и поплыл вслед за ними, появившись 30 сентября того же года у выстроенного теми острога. Хабаров приказал строить зимовье в непосредственной близости от острога казаков Полякова, а далее велел построить роскаты для пушек и начать стрелять по крепости. Отвечать на огонь засевшие в остроге казаки Полякова не решились, и Хабаров начал приготовления к его штурму. Однако, когда бунтовщики увидели, что 12 их товарищей, пойманных за пределами острога, были забиты палками насмерть, они решили сдаться сами. Не веря Хабарову на слово, поляковцы заключили с ним письменный договор, в котором он обязался не убивать и не грабить их, а также «государевых ясачных аманатов не терять». Тем не менее четверых руководителей мятежных казаков, в том числе и Полякова, Хабаров «посадил в железа», а остальных велел бить батогами «и от ево, Ярофеевых, побой и мук умирало много»  Захваченный острог был по приказу Хабарова 7 февраля 1653 года сломан и сожжён «кузнецам на уголье и на дрова».

### Суд над Хабаровым
В августе 1653 года на Амур прибыл московский дворянин Дмитрий Зиновьев с царским указом «всю даурскую землю досмотреть и его, Хабарова, ведать». Недовольные Хабаровым казаки и служилые люди подали Зиновьеву челобитную, обвиняя его в том, что он посылал ложные донесения в Якутск и много приукрашивал в своих рассказах о Даурии и Маньчжурии, чтобы побудить правительство на завоевание этих земель. Помимо этого выяснилось, что Хабаров был весьма недоброжелательно настроен по отношению к местным народам, которые разбегались от него, в результате чего плодородная земля не возделывалась и ясак не мог быть снят. Также Зиновьеву было сообщено о жёстком отношении Хабарова к казакам собственного отряда.
Окончательную ясность в происшедшие на Амуре по вине Хабарова события внесла «челобитная Стеньки Полякова со товарищи», поданная царскому посланнику 6 сентября. Итогом наскоро проведённого Зиновьевым следствия было отстранение Хабарова от управления казачьим отрядом, его арест в устье реки Зеи и дальнейшая переправка в Москву. Всё его имущество было конфисковано и описано. Приказным человеком на Амуре вместо Хабарова Зиновьев назначил Онуфрия Степанова Кузнеца.
В декабре 1654 года Зиновьев и Хабаров прибыли в Москву, где началось подробное разбирательство действий последнего. В результате руководители «бунта» против Хабарова были полностью оправданы. Хабаров же подал жалобу на Зиновьева и началось новое разбирательство, которое завершилось осенью 1655 года в пользу Хабарова.

### Поздние годы
В 1655 году Хабаров подал челобитную царю Алексею Михайловичу, в которой подробно перечислял свои заслуги в освоении сибирских и даурских земель. Царь просьбу Хабарова уважил лишь частично: денежного жалованья дано не было, но за многолетнюю службу его возвысили в чине — он получил звание сына боярского и был направлен в Сибирь в Усть-Кутский острог управлять одноимённой волостью.
В 1667 году Хабаров приехал по делу в Тобольск и 15 ноября подал воеводе Петру Ивановичу Годунову челобитную, в которой просил снова разрешить ему снарядить на свои средства 100 человек и идти с ними на Амур и в Даурской земле «ставить города и острожки и завести хлебные пахоты, от чего государю в ясачном сборе и в хлебной пахоте будет прибыль». Какой ответ получил Хабаров, неизвестно, равно как и его дальнейшая судьба.
Данные относительно места смерти разнятся. В XIX веке считалось, что могила Хабарова находится в Братском остроге (недалеко от современного города Братска Иркутской области). По более современным данным, последние годы жизни провёл в Усть-Киренском остроге на реке Лене (ныне город Киренск Иркутской области), вследствие чего в Киренске широко распространено мнение, что могила Ерофея Хабарова находится именно в этом городе.

## Оценки деятельности

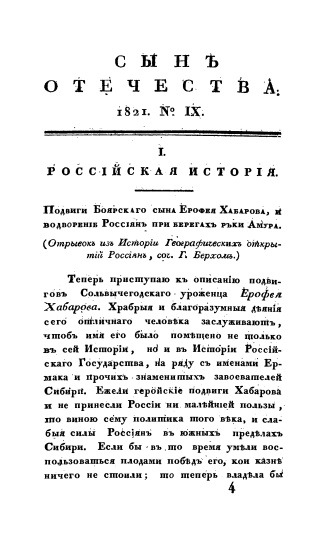
Из Книги "Сынъ Отечества" 1821 года

Пётр Андреевич Словцов в «Историческом обозрении Сибири» (1838) резко отрицательно характеризует Хабарова и результаты его экспедиции на Амур:

«Этот необыкновенный посадский, необдуманными обещаниями увлекший легкомысленного воеводу, по сие время не усчитан в уронах, в бедствиях, какие он нанес краю, всей Сибири и даже государству. … Во что поставить озлобление и отчуждение миролюбивых племен, по Амуру особняком живших и против воли вынужденных прибегнуть к покровительству маньчжуров? Не сами ли мы сделали соседей врагами себе в таком числе, в каком умножили подданных Китая? Если правительство ласкалось приобретением Амура, то видим ли какой-либо план в безместных шатаниях Хабарова по водам? На зиму укрепляют место, весною бросают его на разорение прибрежных жителей; где же опора, где пребывание власти? Если и Степанов расточал силу и время на подвиги грабительства, то все надобно винить Хабарова, который в пользу свою имел и всеобщий переполох по Амуру, и благоприятное время для утверждения главного места в любом из оставленных городков. Не только в 10, но и в 5 лет можно было обезопасить себя и дружбою соседей, и хлебопашеством, и военным ограждением. Но, к несчастью, при всеобщей неурядице, господствовал один лишь дух ясака и грабежа.»
Большинство современных исследователей положительно оценивают историческую роль Ерофея Хабарова. Характерный для советского времени панегирический отзыв можно найти в книге Федота Сафронова:

«Одним из когорты богатырей-первопроходцев был помор-крестьянин Ерофей Павлович Хабаров, имя которого носят город Хабаровск и Хабаровский край, станция на Транссибирской магистрали и деревня в низовьях Киренги. Это благодаря его инициативе, труду, мужеству и настойчивости обширное и богатое Приамурье вошло в состав Русского государства ещё в середине XVII века, а в долине Верхней Лены были подняты первые десятины целины и построены первые соляные варницы.»
Историк В.А.Тураев отмечает жестокость Хабарова по отношению к местному населению, цитируя самого Хабарова: «И яз Ярофейко тех аманатов пытал и жог, и они одно говорят, что де отсеките наши головы»; «Плыли семь дней от Шингалу дючерами, все улусы большие юрт по семидесят и осьмидесят... и мы их в пень рубили, а жен их и детей имали и скот».

## Память
Именем Хабарова названы:
- Основанный в 1858 году пост Хабаровка[1] (с 1893 года — Хабаровск);
- Посёлок городского типа Ерофей Павлович и железнодорожная станция на Транссибирской магистрали (1909)[1].
- Во многих городах России и бывшего СССР есть улицы его имени: в Москве, Хабаровскe, Якутске, Харькове, Братске, Усть-Куте, Оренбургe, Чите и др.
- Самолёт Airbus A320 авиакомпании Аэрофлот, бортовой номер VP-BZP.
- Речной пассажирский теплоход Амурского речного пароходства, головное судно проекта 860.
- Арена для хоккея с мячом в Хабаровске носит его имя.
- В 2016 году в Великом Устюге в Комсомольском сквере торжественно открыт памятник Ерофею Хабарову.
- Населённый пункт Хабарово, примыкающий к городу Киренск (Иркутская область), место на котором располагались поля. обрабатываемые Хабаровым.
- Сухогруз «Ерофей Хабаров» (названый в честь Ерофей Павловича) осуществляет перевозки грузов из Владивостока на Курильские острова.

### Научная
- Хабаров, Ерофей Павлович // Энциклопедический словарь Брокгауза и Ефрона : в 86 т. (82 т. и 4 доп.). — СПб., 1890—1907.
- Чулков Н. Хабаров, Ерофей Павлович // Русский биографический словарь : в 25 томах. — СПб.—М., 1896—1918.
- Бахрушин С. В. Казаки на Амуре / Проф. С. В. Бахрушин; [Обл. и рис. В. И. Белкина]. — Л.: Брокгауз-Ефрон, 1925. —100 с.
- Коваленко А. И. Российские землепроходцы в Приамурье. // Военно-исторический журнал. — 2014. — № 11. — С. 64—68.
- Леонтьева Г. А. Землепроходец Ерофей Павлович Хабаров: Кн. для учащихся ст. классов / Рецензенты: д.и.н. П. П. Епифанов; Институт Дальнего Востока АН СССР. — М.: Просвещение, 1991. — 144 с. — 130 000 экз. — ISBN 5-09-001904-5. (в пер.)
- Магидович И. П., Магидович В. И. Очерки по истории географических открытий. — М.: Просвещение, 1983. — Т. 2. — С. 300—303. (в пер.)
- Никитин Н. И. Сибирская эпопея XVII века. Начало освоения Сибири русскими людьми. — М.: Наука, 1987. — 176 с. — (Страницы истории нашей Родины). — 50 000 экз.
- Сафонов Ф. Г. Ерофей Хабаров: Рассказ о судьбе русского землепроходца. — Хабаровск: Хабаровское книжное издательство, 1983.
- Словцов П. А. История Сибири. От Ермака до Екатерины II. — М.: Вече, 2012. — 512 с. — (Моя Сибирь). — 2000 экз. — ISBN 978-5-9533-6499-7.

- Чулков Н. Ерофей Павлов Хабаров. Добытчик и прибыльщик XVII века Архивная копия от 14 марта 2016 на Wayback Machine // Русский архив, 1898. — Кн. 1. — Вып. 2. — С. 177—190.
- Албазинский острог: История, археология, антропология народов Приамурья / отв. ред. А. П. Забияко, А. Н. Черкасов. — Новосибирск: Изд-во ИАЭТ СО РАН, 2019. — 348 с.

### Художественная
- Иванов В. Н. Чёрные люди: Историческое повествование. — Л.: Лениздат, 1988. — 624 с. — (Библиотека „«Страницы истории Отечества»). — ISBN 5-289-00188-3.
- Миронов М. В. На далёкой реке. Историческая повесть. — Хабаровск: Хабаровское книжное издательство, 1969. — 272 с. — (Дальневосточная героика).
- Романенко Д. И. Ерофей Хабаров. Роман. — Хабаровск: Хабаровское книжное издательство, 1990. — 304 с. — (Дальневосточная библиотека). — ISBN 5-7663-0252-5.